# Liste der Monuments historiques in Mareil-Marly
Die Liste der Monuments historiques in Mareil-Marly führt die Monuments historiques in der französischen Gemeinde Mareil-Marly auf.

## Liste der Bauwerke
| Bezeichnung       | Beschreibung              | Standort | Kennzeichnung | Schutzstatus | Datum     | Bild           |
| ----------------- | ------------------------- | -------- | ------------- | ------------ | --------- | -------------- |
| Kirche St-Étienne | Erbaut im 13. Jahrhundert | (Lage)   | PA00087521    | Classé       | 1853 1935 | weitere Bilder |

## Liste der Objekte

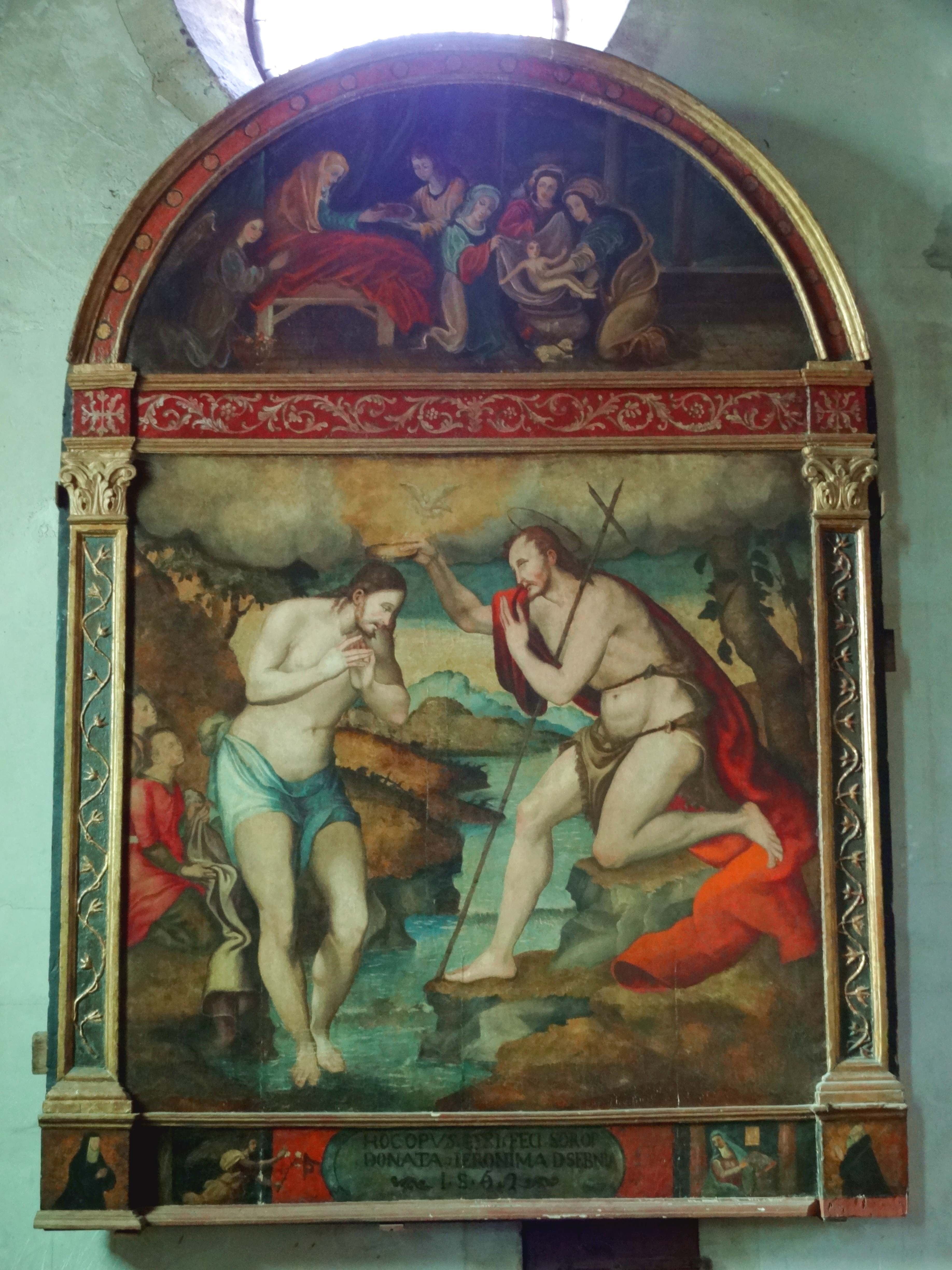
Ölgemälde Taufe Jesu in der Kirche St-Étienne

- Monuments historiques (Objekte) in Mareil-Marly in der Base Palissy des französischen Kultusministeriums